# Honoré Bouche
Pour les articles homonymes, voir Bouche (homonymie).
Honoré Bouche né à Aix-en-Provence le 27 mai 1599 et mort dans la même ville le 16 mars 1671, est un prêtre français, historien de la Provence.

## Biographie
Honoré Bouche est le fils de Balthazard Bouche et de Louise Meyronnet. Son frère aîné né le 21 décembre 1591 et prénommé Balthazard comme leur père, est deux fois consul d'Aix-en-Provence en 1635 et 1647. Honoré Bouche est connu pour avoir écrit une histoire de la Provence intitulée Chorographie ou description de la Provence et Histoire chronologique du même pays en deux volumes in folio auquel il ajoute des additions et corrections. Il donne gratuitement son manuscrit à la province qui le fait imprimer à ses frais.
Il est également connu pour avoir écrit en tant que Docteur en sainte théologie et prévôt de saint Jacques, La saincte Vierge de Laurete ou Histoire des divers transports de la Maison de la Glorieuse Vierge Marie qui estoit en Nazareth à l’intention d’Anne d'Autriche en 1646.
Il écrit d'autres ouvrages moins connus notamment sur l'arrivée de sainte Marie-Madeleine et de saint Lazare en Provence.
Honoré Bouche prononce à Rome l'oraison funèbre de Nicolas-Claude Fabri de Peiresc devant le pape, les cardinaux et une foule de savants.

## Publications
- Honoré Bouche, La sainte Vierge de Laurette, chez Claude le Beau, rue saint Jacques, au bon Pasteur, 1646, avec privilège et approbation. Réédition Hachette Livre, BNF, impression à la demande. (Hachettebnf.fr

- Honoré Bouche, La chorographie ou description de Provence, et l'histoire chronologique du mesme pays, vol. 1, Aix, C. David, 1664, 938 p. (OCLC 409006682, BNF 30137386, lire en ligne).
- Honoré Bouche, La chorographie ou description de Provence, et l'histoire chronologique du mesme pays, vol. 2, Aix, C. David, 1664, 1089 p. (OCLC 409006682, BNF 30137386, lire en ligne)
- Honoré Bouche. Provinciae romanorum antiquae quae et celtoliguria et galloliguria, carte de 60 x 30; (collection Raymond Joffre)